# إيمي فينك
إيمي فينك (بالإنجليزية: Emmy Fink)‏ هي صحفية أمريكية، ولدت في 1 أغسطس 1983 في يوركفيل في الولايات المتحدة.